# Golspie (Scozia)

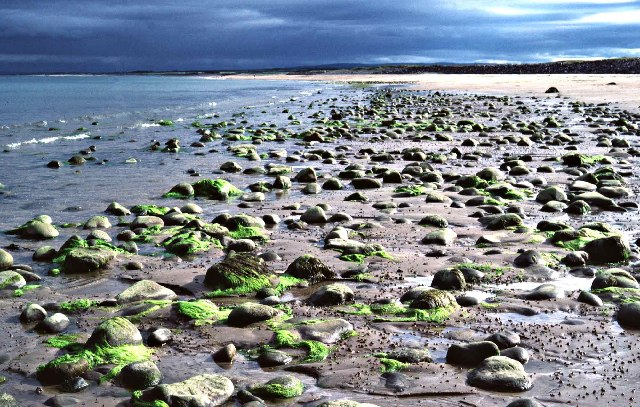
Spiaggia di Golspie

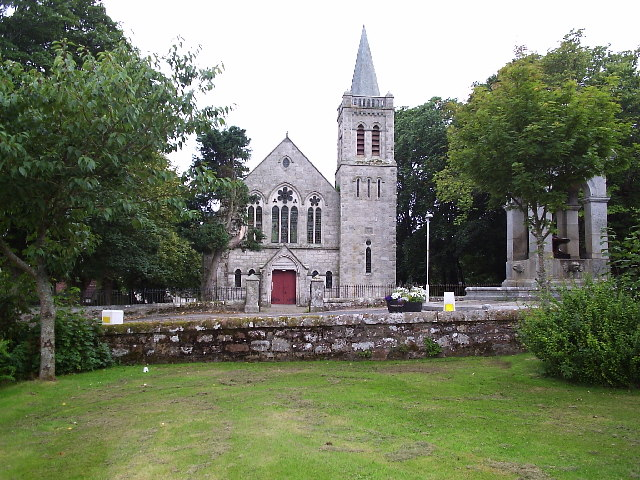
Una chiesa di Golspie

Golspie (in gaelico scozzese: Goillspidh; circa 1.400 abitanti) è una località balneare sul Mare del Nord della costa orientale delle Highlands, nel nord della Scozia, situata ai piedi del Ben Bhraggie ed appartenente all'area amministrativa dell'Highland e storicamente alla contea del Sutherland.

## Etimologia
Il toponimo Golspie/Goillspidh deriverebbe da un termine antico nordico che significa "il villaggio sul burrone".

## Geografia fisica

### Collocazione
Golspie si trova all'incirca a metà strada tra Brora e Dornoch (rispettivamente a sud della prima e a nord della seconda), a circa 30 km  ad est/sud-est di Lairg e a circa 85 km a nord di Inverness.

## Società

### Evoluzione demografica
Al censimento del 2001, Golspie contava una popolazione di 1.404 abitanti.

## Storia
In origine villaggio di pescatori, Golspie si sviluppò come stazione balneare a partire dal XIX secolo, in particolar modo a partire dal 1868, quando fu costruita la ferrovia.

## Edifici e luoghi d'interesse

### Dunrobin Castle
Nei dintorni di Golspie si trova il Dunrobin Castle, residenza dei conti e dei duchi di Sutherland e il cui aspetto attuale risale alla metà del XIX secolo.
|  |  |